# Friedrichsfelde
Friedrichsfelde, Berlin-Friedrichsfelde – dzielnica (Ortsteil) Berlina w okręgu administracyjnym Lichtenberg. Od 1 października 1920 w granicach miasta.
Znajduje się tutaj pałac Friedrichsfelde.
Na Cmentarzu Centralnym Friedrichsfelde w Berlinie pochowana została Róża Luksemburg.

## Transport
Stacja kolejowa w dzielnicy to Berlin-Friedrichsfelde Ost.
Przez dzielnicę prowadzi linia metra U5 z następującymi stacjami:
- Tierpark
- Friedrichsfelde.